# Данциг, Руди ван
Руди ван Данциг (нидерл. Rudi van Dantzig) — нидерландский танцовщик, хореограф и писатель.

## Биография
Руди родился в августе 1933 года в Амстердаме.
С 1965 года и до своей смерти в 2012 году он был одним из ведущих хореографов Национального балета Нидерландов. После того, как в 1971 году труппу покинула Соня Гаскелл, оставался её единственным художественным руководителем вплоть до 1991 года.
В 1986 году Руди ван Данциг опубликован автобиографический роман «В честь пропавшего солдата», в котором описал события своего детства. Роман, получивший несколько наград, в 1991 году был переведен на английский язык, в 1992 году по нему был снят одноимённый фильм.
В 1993 году балетмейстер опубликовал воспоминания о своём друге, танцовщике Рудольфе Нурееве. В 2003 году он опубликовал биографию голландского художника, участника антифашистского сопротивления Виллема Арондеуса.
Ван Данциг скончался в 2012 году в возрасте 78 лет.

## Признание
- 2002 — приз «Бенуа танца» («За жизнь в искусстве»)